# Le Prochain Film
Pour plus de détails, voir Fiche technique et Distribution.
Le Prochain Film est une comédie française réalisée par René Féret et sortie en 2013.

## Synopsis
Pierre Gravet est réalisateur. Son frère Louis est comédien. Louis n'a jamais tourné de comédie et les deux frères n'ont jamais tourné ensemble.

Pourtant, Pierre décide aujourd'hui de tourner une comédie, et avec son frère en personnage comique, à la grande surprise de tous, à commencer par Louis, qui justement souhaite se tourner vers ce registre nouveau.
 
Le producteur de Pierre est très sceptique. Mais Pierre est décidé.

Dans sa « tribu », on trouve également sa jeune compagne, comédienne, ses filles, sa belle-sœur, une nièce adolescente. Va-t-il mener à bien son projet ?

## Fiche technique
- Titre : Le Prochain Film
- Réalisation : René Féret
- Scénario : René Féret
- Musique : Marie-Jeanne Serero
- Photographie : Benjamin Echazarreta
- Montage : Fabienne Féret
- Montage son, mixage : Hervé Guyader
- Producteur : René Féret et Fabienne Féret
- Production : Les Films Alyne
- Distribution : JML Distribution
- Pays :  France
- Durée : 80 minutes
- Genre : comédie
- Dates de sortie : 
  -  France : 21 août 2013

## Distribution
- Frédéric Pierrot : Pierre Gravet
- Sabrina Seyvecou : Sara, la compagne de Pierre
- Antoine Chappey : Louis Gravet
- Marilyne Canto : Suzanne, la compagne de Louis
- Lisa Féret : Agathe
- Marie Féret : Marie Gravet, une fille de Pierre
- Grégory Gadebois : le kiné
- Christophe Rossignon : le producteur
- Olivier Chiavassa : le premier chirurgien
- Marc Barbé : le deuxième chirurgien
- Claude Mercier : le réalisateur de comédie
- Jean-Marie Larrieu : le romancier
- René Féret : le directeur du cinéma
- Frédéric Hulné : Jean
- Frédéric Attard : le spectateur
- Bérengère Warluzel : Bérengère, la collègue éditrice de Suzanne
- Agathe L'huillier : la mairesse
- Rosalie Lajarrige : Alice Désert, l'actrice « comique »
- Elsa Pierrot : Elsa, l'infirmière

## Autour du film
- Il s'agit du cinquième film de Marie Féret devant la caméra de son père René, son réalisateur exclusif. Elle tient ici un rôle secondaire, après avoir tenu le rôle-titre des deux précédents films, Nannerl, la sœur de Mozart et Madame Solario.
- La partition musicale de Marie-Jeanne Serero, légère et délicate, répond à la proposition de René Féret de faire une musique inspirée de Satie[1].